# Aeroportul Comodoro D. Ricardo Salomón
Aeroportul Comodoro D. Ricardo Salomón (IATA: LGS, ICAO: SAMM) este un aeroport din Provincia Mendoza, Argentina ce deservește zona Malargüe⁠(d). Aeroportul a fost tranzitat în decembrie 2022 de 109 pasageri.
Situat la o altitudine de 1.427 m, aeroportul dispune de o singură pistă. Este operat de Aeropuertos Argentina⁠(d).